# Tour de Pekín 2014
La 4.ª edición del Tour de Pekín fue una carrera ciclista profesional por etapas que se disputó en Pekín y sus alrededores entre el 10 y el 14 de octubre de 2014, con un recorrido total de 764,5 kilómetros distribuidos en cinco etapas, con inicio en el distrito de Chong Li y finalizando en la plaza del estadio Nido de pájaro Bird’s Nest Piazza.
Fue la última carrera del calendario UCI WorldTour 2014. Para el próximo año la UCI excluyó el Tour de Pekín del calendario UCI WorldTour 2015 con lo que también fue la última edición de esta carrera.
La edición de este año contó con una etapa reina de montaña (4.ª etapa) donde los ciclitas afrontaron un conjunto de puertos como el Xian Ren Dong de 7,7 km al 7,1 %, luego sin descanso tomaron la subida hacia el monte Gao Ya Kou de 3,5 km al 7,1 %, para descender por el valle y encarar una serie de puertos puntuables que los llevó hacia el monte Mentougou Miaofeng de 12,6 kilómetros al 5,6 % como final de etapa.
El ganador final fue Philippe Gilbert (BMC Racing Team) quien superó a Daniel Martin (Garmin Sharp) y Esteban Chaves (Orica GreenEDGE).

## Equipos participantes
Tomaron parte en la carrera 17 equipos: 17 de categoría UCI ProTeam. Formando así con un pelotón de 151 ciclistas, con 8 corredores cada equipo (excepto el Saxo-Tinkoff que salió con 7), de los que acabaron 129.
El equipo ProTeam Astana que también tenía la participación asegurada, se autoexcluyó de la carrera debido a que tuvo 2 casos de dopaje en los últimos doce meses, cumpliendo así con las normas del MPCC (Movimiento por un ciclismo creíble).
Los equipos participantes fueron:
| Equipo                               | Cód. UCI | Categoría   |
| ------------------------------------ | -------- | ----------- |
| Movistar Team                        | MOV      | UCI ProTeam |
| AG2R La Mondiale                     | ALM      | UCI ProTeam |
| Belkin-Pro Cycling Team              | BEL      | UCI ProTeam |
| BMC Racing Team                      | BMC      | UCI ProTeam |
| Cannondale                           | CAN      | UCI ProTeam |
| FDJ.fr                               | FDJ      | UCI ProTeam |
| Garmin Sharp                         | GRS      | UCI ProTeam |
| Lampre-Merida                        | LAM      | UCI ProTeam |
| Lotto Belisol                        | LTB      | UCI ProTeam |
| Omega Pharma-Quick Step Cycling Team | OPQ      | UCI ProTeam |
| Orica GreenEDGE                      | OGE      | UCI ProTeam |
| Team Europcar                        | EUC      | UCI ProTeam |
| Team Giant-Shimano                   | GIA      | UCI ProTeam |
| Team Katusha                         | KAT      | UCI ProTeam |
| Team Sky                             | SKY      | UCI ProTeam |
| Tinkoff-Saxo                         | TCS      | UCI ProTeam |
| Trek Factory Racing                  | TFR      | UCI ProTeam |

## Etapas
| Etapa | Fecha         | Recorrido                           | km    | Ganador          | Líder            |
| 1.ª   | 10 de octubre | Chong Li-Zhangjiakou                | 167   | Luka Mezgec      | Luka Mezgec      |
| 2.ª   | 11 de octubre | Chong Li-Yanqing                    | 147,5 | Philippe Gilbert | Philippe Gilbert |
| 3.ª   | 12 de octubre | Yanqing-Qianjiadian Chao Yang       | 176   | Tyler Farrar     | Philippe Gilbert |
| 4.ª   | 13 de octubre | Yanqing-Mentougou Miaofeng          | 157   | Daniel Martin    | Philippe Gilbert |
| 5.ª   | 15 de octubre | Tiananmen Square-Bird’s Nest Piazza | 117   | Sacha Modolo     | Philippe Gilbert |
|       | Total         | Total                               | 764,5 |                  |                  |

## Clasificaciones finales

### Clasificación general
| Posición | Ciclista          | Equipo                  | Tiempo           |
| -------- | ----------------- | ----------------------- | ---------------- |
|          | Philippe Gilbert  | BMC Racing              | 17 h 59 min 57 s |
| 2        | Daniel Martin     | Garmin Sharp            | a 3 s            |
| 3        | Esteban Chaves    | Orica GreenEDGE         | a 9 s            |
| 4        | Rui Costa         | Lampre-Merida           | a 11 s           |
| 5        | Sergei Chernetski | Katusha                 | a 23 s           |
| 6        | Warren Barguil    | Giant-Shimano           | m.t.             |
| 7        | Julián Arredondo  | Trek Factory Racing     | m.t.             |
| 8        | Rinaldo Nocentini | AG2R La Mondiale        | m.t.             |
| 9        | Rigoberto Urán    | Omega Pharma-Quick Step | m.t.             |
| 10       | Mikaël Cherel     | AG2R La Mondiale        | a 26 s           |

### Clasificación de los puntos
| Posición | Ciclista         | Equipo                  | Puntos |
| -------- | ---------------- | ----------------------- | ------ |
|          | Tyler Farrar     | Garmin Sharp            | 45     |
| 2        | Luka Mezgec      | Giant-Shimano           | 44     |
| 3        | Moreno Hofland   | Belkin                  | 33     |
| 4        | Philippe Gilbert | BMC Racing              | 31     |
| 5        | Nikolas Maes     | Omega Pharma-Quick Step | 29     |

### Clasificación de la montaña
| Posición | Ciclista         | Equipo                  | Puntos |
| -------- | ---------------- | ----------------------- | ------ |
|          | Michał Gołaś     | Omega Pharma-Quick Step | 44     |
| 2        | Guillaume Boivin | Cannondale              | 30     |
| 3        | Julien Vermote   | Omega Pharma-Quick Step | 25     |
| 4        | Graeme Brown     | Belkin                  | 24     |
| 5        | Karsten Kroon    | Tinkoff-Saxo            | 20     |

### Clasificación de los jóvenes
| Posición | Ciclista          | Equipo                  | Tiempo           |
| -------- | ----------------- | ----------------------- | ---------------- |
|          | Esteban Chaves    | Orica GreenEDGE         | 18 h 00 min 06 s |
| 2        | Sergei Chernetski | Katusha                 | a 14 s           |
| 3        | Warren Barguil    | Giant-Shimano           | m.t.             |
| 4        | Carlos Verona     | Omega Pharma-Quick Step | a 2 min 21 s     |
| 5        | Georg Preidler    | Giant-Shimano           | a 2 min 36 s     |

### Clasificación por equipos
| Posición | Equipo                  | Tiempo           |
| -------- | ----------------------- | ---------------- |
|          | Orica GreenEDGE         | 54 h 01 min 16 s |
| 2        | Europcar                | a 1 min 19 s     |
| 3        | Sky                     | a 1 min 25 s     |
| 4        | Omega Pharma-Quick Step | a 1 min 28 s     |
| 5        | Katusha                 | a 1 min 50 s     |

## Evolución de las clasificaciones
| Etapa (Vencedor)             | Clasificación general | Clasificación por puntos | Clasificación de la montaña | Clasificación de los jóvenes | Clasificación por equipos |
| ---------------------------- | --------------------- | ------------------------ | --------------------------- | ---------------------------- | ------------------------- |
| 1.ª etapa (Luka Mezgec)      | Luka Mezgec           | Luka Mezgec              | Tosh Van der Sande          | Caleb Ewan                   | Giant-Shimano             |
| 2.ª etapa (Philippe Gilbert) | Philippe Gilbert      | Philippe Gilbert         | Tosh Van der Sande          | Jesús Herrada                | Omega Pharma-Quick Step   |
| 3.ª etapa (Tyler Farrar)     | Philippe Gilbert      | Tyler Farrar             | Michał Gołaś                | Jesús Herrada                | Giant-Shimano             |
| 4.ª etapa (Daniel Martin)    | Philippe Gilbert      | Luka Mezgec              | Michał Gołaś                | Esteban Chaves               | Orica GreenEDGE           |
| 5.ª etapa (Sacha Modolo)     | Philippe Gilbert      | Tyler Farrar             | Michał Gołaś                | Esteban Chaves               | Orica GreenEDGE           |
| Final                        | Philippe Gilbert      | Tyler Farrar             | Michał Gołaś                | Esteban Chaves               | Orica GreenEDGE           |